# Савосін Максим Олександрович
Максим Олександрович Савосін (рос. Максим Александрович Савосин; 30 жовтня 1976, м. Горький, СРСР) — російський хокеїст, центральний нападник.
Вихованець хокейної школи «Торпедо» (Нижній Новгород). Виступав за «Торпедо» (Нижній Новгород), «Мотор» (Заволжя), «Сибір» (Новосибірськ), «Амур» (Хабаровськ), «Лада» (Тольятті), «Автомобіліст» (Єкатеринбург), «Южний Урал» (Орськ), «Нафтовик» (Альметьєвськ), «Зауралля» (Курган), ХК «Саров», «Кубань» (Краснодар).